# Инаугурација председника Џорџа Х. В. Буша
Инаугурација Џорџа Х. В. Буша као 41. председника Сједињених Држава одржана је у петак, 20. јануара 1989. године, на западном фронту Капитола Сједињених Држава у Вашингтону. Ово је била 51. инаугурација и обележила је почетак јединог мандата и Џорџа Х. В. Буша као председника и Ден Квејла као потпредседника. Врховни судија Вилијам Ренквист дао је председничку заклетву Бушу и судија Сандра Деј О'Конор положила је потпредседничку заклетву Квејлу. Буш је био први седник потпредседника који је инаугурисан за председника од Мартина ван Бурена 1837. године.Догађај је помогао вашингтонском метроу да постави једнодневни рекорд од 604.089 путовања, чиме је оборен рекорд од 565.000 који је пролеће раније поставио вашингтон за митинг Исуса '88. Запис би трајао до дана националне прославе победе 1991. године.

## Спољашне везе
| Претходна: 1985. | Инаугурација председника Сједињених Америчких Држава | Наследна: 1993. |